# Macchia Valfortore
Macchia Valfortore é uma comuna italiana da região do Molise, província de Campobasso, com cerca de 757 habitantes. Estende-se por uma área de 25 km², tendo uma densidade populacional de 30 hab/km². Faz fronteira com Carlantino (FG), Celenza Valfortore (FG), Gambatesa, Monacilioni, Pietracatella, Sant'Elia a Pianisi.

## Demografia
| Variação demográfica do município entre 1861 e 2011                               |
|                                                                                   |
| Fonte: Istituto Nazionale di Statistica (ISTAT) - Elaboração gráfica da Wikipedia |